# Квинт Муций Сцевола (авгур)
Вижте пояснителната страница за други личности с името Квинт Муций Сцевола.
Квинт Муций Сцевола известен и като Авгур (на латински: Quintus Mucius Scaevola Augur) e римски политик на Римската република, юрист и философ от школата на стоика Панеций Родоски от Родос.
Той е прочут учен по право. Към неговите ученици принадлежат Луций Лициний Крас и накрая младият Цицерон, който споменава Сцевола в трудовете си De re publica, De amicitia и De Oratore.
През 128 пр.н.е. Квинт Сцевола е народен трибун, едил през 125 пр.н.е. и претор през 121 пр.н.е. и през 120 пр.н.е. е управител на провинция Азия.
През 117 пр.н.е. той става консул с колега Луций Цецилий Метел Диадемат.
Квинт произлиза от клон Сцевола на плебейската фамилия Муции. Той е син на Квинт Муций Сцевола (консул 174 пр.н.е.). Той е женен с Лелия Младша, дъщеря на Гай Лелий (консул 140 пр.н.е.). Те имат един син и две дъщери с името Муция. Едната се омъжва за Луций Лициний Крас, който е консул през 95 пр.н.е.
Квинт е първи братовчед на Pontifex Maximus Публий Лициний Крас Див Муциан и Публий Муций Сцевола.